# 水东湾大桥
水东湾大桥，又称水东湾跨海大桥，是广东省茂名市电白区一座连接南海街道与旦场镇的跨海大桥，全长6.613km，为粤西最长的跨海大桥，总投资14.5亿元，于2015年1月12日动工，2021年4月30日正式通车。通车后，水东湾两岸的车程由一小时缩短为十分钟。

## 设计
水东湾大桥全长约6.613千米，其中跨海大桥长约3.333千米，接线道路长约3.28千米。跨海大桥包含主桥及东西两侧引桥，按照公路Ⅰ级标准设计双向六车道，并配建双向观光人行道，设计使用期100年。主桥为双塔双索面混凝土梁斜拉桥，跨径布置为150+328+150米，总长628米，主塔高125米，主梁宽35.2米，引桥为预应力混凝土连续箱梁，其中西引桥长1145米，东引桥长1560米。通航高度30米，可通行载重3000吨船舶。两座主塔为空间曲线异形结构，被称为“海湾之贝”，上面镌刻红色大字“水东湾大桥”和“好心茂名”标记。

## 历史
2008年，茂名市交通局在《茂名市2008—2012年重点交通基础设施建设计划》中，规划建设水东湾跨海大桥，拟按双向6车道进行设计，全长约3.5公里。2010年10月完成方案设计。2012年6月，茂名市发展和改革局批准建设省道280线水东湾大桥。
2015年1月12日，水东湾大桥开工建设，施工单位开始搭建施工便桥，4月16日，正式启动主桥建设，4月26日晚，完成首根桩基混凝土的浇筑工作。5月9日，主桥首桩顺利开钻。2018年12月20日，西侧主塔封顶。2019年5月6日，东侧主塔封顶。
2020年7月31日，大桥边跨顺利合龙。 10月28日，中跨顺利合龙，大桥全线贯通，转入路面及其他附属结构施工阶段。
2021年4月30日，水东湾大桥举行通车仪式。